# Wendy Froud
Wendy Froud est une artiste américaine, sculptrice, marionnettiste et écrivaine. Ses créations les plus célèbres sont le personnage de Yoda pour le film de science-fiction Star Wars, épisode V : L'Empire contre-attaque en 1980 ainsi que ses collaborations avec le réalisateur Jim Henson pour des films de fantasy comme Dark Crystal.

## Biographie
Wendy Midener est la fille de Walter Midener et de Peggy Midener, tous deux artistes. Elle naît à Détroit. Elle est sculptrice et travaille pour le cinéma. Ainsi elle a créé Yoda pour le film Star Wars, épisode V : L'Empire contre-attaque ainsi que des créatures pour deux films de Jim Henson : Dark Crystal et Labyrinthe. Elle illustre trois livres pour la jeunesse écrits par Terri Windling: A Midsummer Night's Faery Tale, The Winter Child et The Faeries of Spring Cottage.
Wendy Froud est mariée et collabore souvent avec l'artiste anglais spécialisé dans la « féérie » Brian Froud. Ensemble ils ont eu un fils Toby qui est aussi artiste et réalisateur.
En 2009, elle sculpte et fabrique des marionnettes à partir des dessins de son mari Brian Froud pour le documentaire animé Mythic Journeys de Stephen and Whitney Boe.
Wendy Froud travaille comme conceptrice, notamment de personnages et de costumes, pour la série Dark Crystal : Le Temps de la résistance diffusée sur Netflix en 2019.

## Créations

### Cinéma
- 1979 : Les Muppets, le film : conception et fabrication de marionnettes
- 1980 : Star Wars, épisode V : L'Empire contre-attaque : conception de Yoda
- 1982 : Dark Crystal : conception et fabrication des marionnettes des deux Gelflings principaux, Jen et Kira
- 1986 : Labyrinthe

### Télévision
- Années 1970 : Le Muppet Show
- 2011 : Mythic Journeys (documentaire) : conception et fabrication de marionnettes
- 2019 : Dark Crystal : Le Temps de la résistance (Netflix) : conception et fabrication de personnages et de costumes

### Publications
- 1998 : Sirens and Other Daemon Lovers (anthologie collective) : poèmes
- 1999 : A Midsummer Night's Faery Tale de Terri Windling : illustrations
- 2001 : The Winter Child de Terri Windling : illustrations
- 2003 : The Faeries of Spring Cottage de Terri Windling : illustrations
- 2006 : The Art of Wendy Froud, éditions Imaginosis : art book
- 2009 : Troll's-Eye View (anthologie collective) : poèmes
- 2010, avec des illustrations de Brian Froud : The Heart of Faerie : textes
- 2012, avec des illustrations de Brian Froud : Trolls : textes

## Distinctions
En 2001, elle reçoit conjointement avec son mari le prix Inkpot.